# Eratoneura coxi
Eratoneura coxi är en insektsart som först beskrevs av Ross och Delong 1950.  Eratoneura coxi ingår i släktet Eratoneura och familjen dvärgstritar. Inga underarter finns listade i Catalogue of Life.